# David Warren (Erfinder)

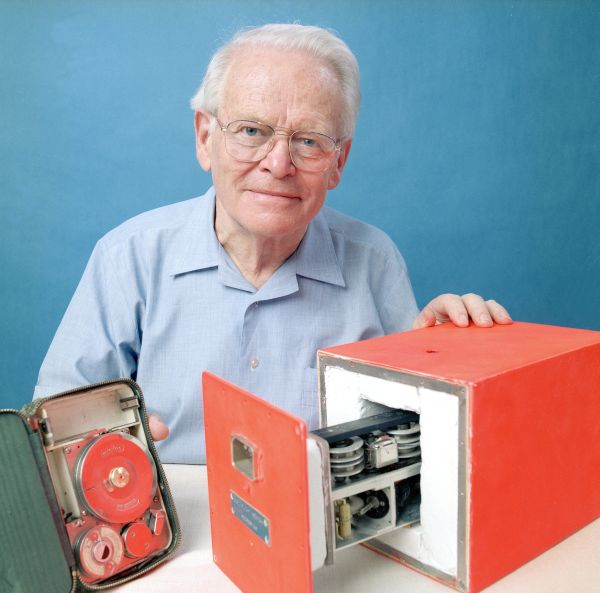
David Warren mit dem Prototyp eines Flugschreibers

David „Dave“ Warren AO (* 20. März 1925 auf Groote Eylandt, Northern Territory; † 19. Juli 2010 in Melbourne) war ein australischer Wissenschaftler, der durch die Erfindung des Flugschreibers bekannt geworden ist. Er studierte in Sydney und promovierte in London, Vereinigtes Königreich.
Seine Kindheit und frühe Jugend verbrachte Warren hauptsächlich in Internaten in Launceston, Tasmanien, und Sydney. 1935 kam Warrens Vater bei einem der ersten Flugzeugabstürze in der Geschichte Australiens ums Leben. Das letzte Geschenk seines Vaters war ein Detektorempfänger, mit dem Warren im Schlafsaal des Internats abends Radio hörte. Der Detektorempfänger weckte sein Interesse an der Elektrotechnik. Er begann, als Hobby Funkgeräte zu bauen. Als aufgrund des Krieges Amateurfunk verboten worden war und seine Hoffnung, der jüngste Funkamateur Australiens zu werden, gedämpft wurde, wandte er sich der Chemie zu.
Von 1944 bis 1946 war Warren Mathematik- und Chemielehrer in Geelong, Victoria. Danach arbeitete er bis 1948 als Lecturer in Chemie an der Universität Sydney. Anschließend war er bis 1951 Scientific Officer am Woomera Rocket Range und am Imperial College, London.
Von 1951 bis 1983 hatte er die Position des Principal Research Scientist an den Aeronautical Research Laboratories (ARL) als Spezialist für Treibstoffe in der Luftfahrt in Melbourne inne. In den Jahren 1953 und 1954 ereignete sich eine rätselhafte Absturzserie von de Havilland Comet-Düsenflugzeugen, bei der es weder Überlebende noch Augenzeugen gab, die zur Ursache befragt werden konnten. Als mit der Untersuchung dieser Unfallserie beauftragtes Mitglied der ARL konzipierte Warren 1956 mit einfachsten Mitteln den Prototyp des ersten praxistauglichen Flugschreibers, die ARL Flight Memory Unit. Luftfahrtindustrie, Fluggesellschaften und Flugsicherheitsbehörden waren daran anfänglich kaum interessiert. Erst 1966 wurden die australischen Fluggesellschaften gesetzlich verpflichtet, Flugdatenschreiber in ihre Maschinen einzubauen.
1981 bis 1982 war er wissenschaftlicher Berater des Parlaments des Bundesstaates Victoria.
Warren wurde 2002 für seine Verdienste um die Luftfahrtindustrie, insbesondere durch die frühe konzeptionelle Arbeit und die Entwicklung eines Prototyps des Flugdatenschreibers zum Officer des Order of Australia ernannt.

## Trivia
- In Anlehnung an die Beschriftung auf Flugschreibern „Flight Recorder; Do not open“ trug der Sarg Warrens die Aufschrift „Flight Recorder Inventor; Do not open“.[3]
- Der 2011 ausgelieferte Airbus A380 der Qantas mit der Registrierung VH-OQI wurde nach Warren benannt.[4]